# Jill Greenberg
Jill Greenberg (Montreal, Canadá, 10 de julio de 1967) es una artista y fotógrafa estadounidense de origen canadiense, conocida por sus retratos y trabajos de Bellas Artes.

## Biografía
Greenberg nació en Montreal, Quebec, pero se crio en un suburbio de Detroit, Estados Unidos. En 1989 se graduó con honores de la Escuela de Diseño de Rhode Island con una licenciatura en Bellas Artes. Posteriormente se fue a vivir a Nueva York para forjar su carrera en la fotografía. En el 2000, Greenberg se mudó a Los Ángeles, California, donde conoció a su marido Robert.
En el 2007, Greenberg fue seleccionada por la revista francesa Photo para representar a uno de los cuarenta fotógrafos más importantes en la edición de su cuadragésimo aniversario.
Ha realizado trabajos comerciales para corporaciones como Philip Morris, Microsoft, Polaroid, Dreamworks, Sony Pictures, Paramount Pictures, Metro-Goldwyn-Mayer, Disney, Fox, Coca-Cola, Pepsi, Smirnoff, MTV, Warner Bros., Sony Music y Atlantic Records. Sus fotografías han aparecido en las portadas de Time, Newsweek, Wired, Vibe, Fortune, Los Angeles Times, New York, The Advocate, TV Guide, The Sunday Times, Entertainment Weekly y varias otras publicaciones.

## Controversia deEnd Times
End Times, una serie de retratos infantiles de Jil Greenberg, fue sujeto de controversia en 2006. La obra incluía primeros planos de niños expresando diferentes emociones y su título reflejaba la frustración de Greenberg por la administración de George W. Bush y el fundamentalismo cristiano en los Estados Unidos. El método usado para lograr que los niños lloraran fue, en algunos casos, ofrecerles caramelos y luego quitárselos, lo que generó reclamos por conducta antiética. La galería de arte que albergó la exhibición en Estados Unidos también recibió quejas de parte del público.

## Controversia deThe Atlanticy John McCain
En agosto de 2008, Greenberg fue contratada por la revista The Atlantic para retratar al político John McCain para la portada de octubre de ese año. Una vez que la edición llegó a las tiendas, Greenberg confesó a una revista de fotografía que durante esa sesión fotográfica había hecho tomas extras de McCain con una luz siniestra para poder realizar su propio arte político. Greenberg, además, publicó en su sitio web algunos de estos retratos editados digitalmente. Posteriormente, aseguró a la revista Maclean's que eso había sido lo único cuestionable que había hecho en su carrera. Finalmente, The Atlantic declaró a través de una nota del editor:

She has, in fact, disgraced herself, and we are appalled by the manipulated images of John McCain she has created for her Web site [...] Obviously, we will not work with her again.
Ella, de hecho, se ha desacreditado sola y estamos consternados por las imágenes manipuladas de John McCain que ha creado para su sitio web [...] Obviamente, no trabajaremos con ella otra vez.
The Atlantic.